# 말테의 수기
《말테의 수기》(The Notebooks of Malte Laurids Brigge)는 라이너 마리아 릴케의 대표적 소설이다.
원래는 <말테 라우리즈 브리게의 수기>였다고 한다. 1904년 2월에 로마에서 기필(起筆)하여 1910년 1월 라이프치히에서 탈고하였고 동년 6월에 출판되었다.
소설이라고는 하지만 특별히 이야기 줄거리가 있었던 것은 아니고, 릴케 자신의 파리에서의 특수한 체험을 정리하여 지은 것이다. ‘수기’라는 명칭이 붙은 것은 이 때문이다. 이 소설은 5, 6개의 절(節)로 되어 있다. 가령 <파리의 인상> <죽음> <시와 고독> <소년시대의 추억> <사랑> <신(神)> <베니스의 여행> <탕아(蕩兒)의 전설(傳說)>과 같은 테마에 관해 주인공 말테의 감상이 서술되어 있다. 어느 것이나 시인들에게는 관심의 대상이 되는 것뿐이다. 즉 생(生)과 사(死)와 신(神) 등. 그 모든 세계를 주인공은 생각하고 있는 것이다. 이러한 이념들은 모두 만년의 시상(詩想)에 전개되어 있다.

## 같이 보기
- 르 몽드가 선정한 세기의 도서 100권